# Новосибирский хладокомбинат
Новосибирский хладокомбинат — производитель мороженого, а также инженерно-технический комплекс для хранения пищевой продукции в условиях низкотемпературного режима. Создан в 1960 году. Расположен в Кировском районе Новосибирска.

## История
В 1960 году была введена в эксплуатацию первая очередь хладокомбината, в 1967 году в строй вступила вторая очередь.
В 1998 году хладокомбинат был оснащён зарубежным оборудованием.

## Деятельность
Предприятие занимается производством мороженого и услугами по хранению продовольствия в низкотемпературных условиях.